# Sedlec-Prčice

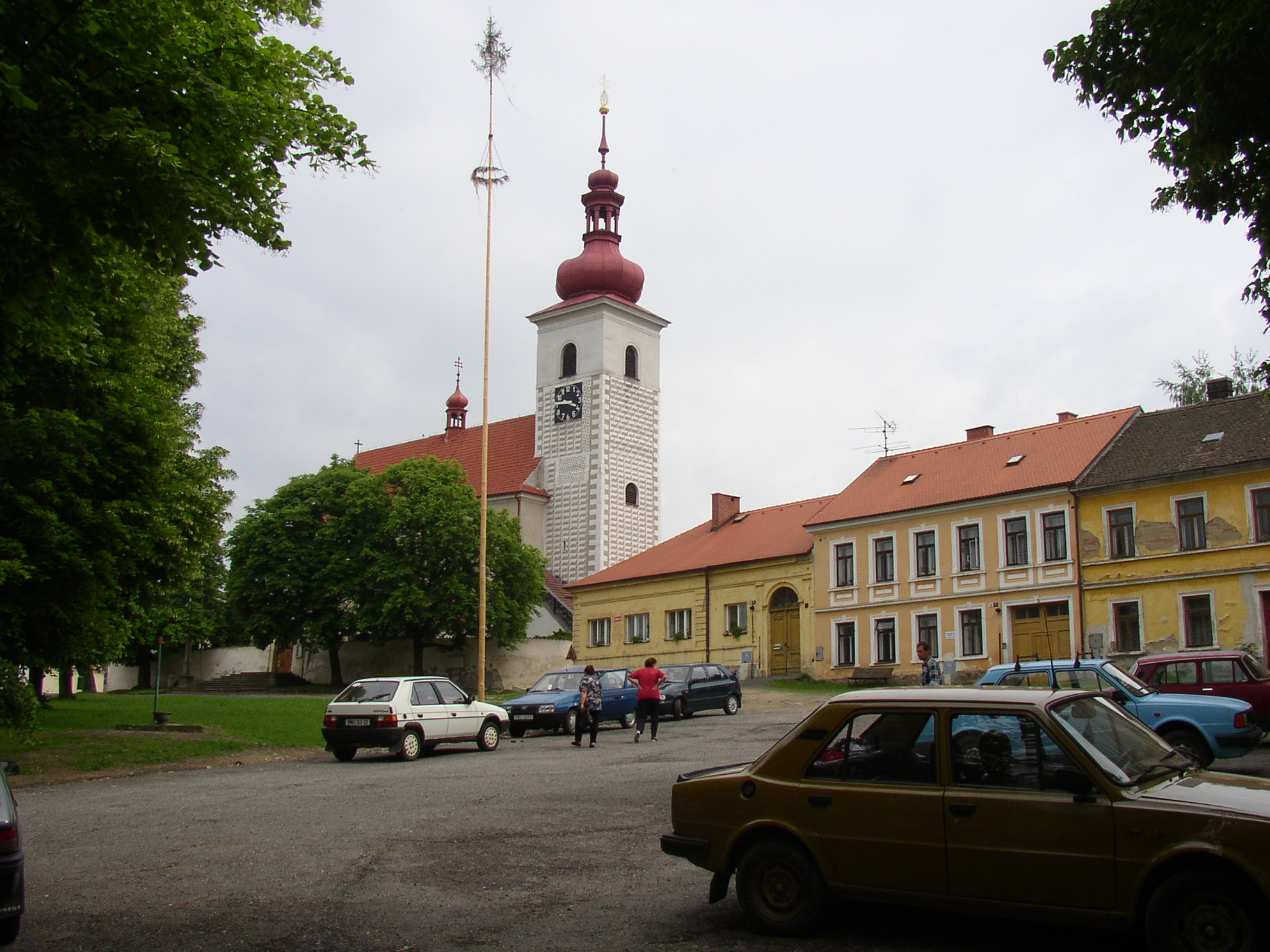
Kirche des Hl. Laurentius in Prčice

Sedlec-Prčice (deutsch Sedletz-Pertschitz) ist eine Stadt in der Region Středočeský kraj, Tschechien.

## Lage
Die Doppelstadt Sedlec-Prčice mit weiteren 34 Ortsteilen befindet sich im südlichsten Teil der Region. Auf 6408 Hektar leben 2819 (2006) Einwohner im Sedlecká kotlina (Sedletzer Becken), dessen südlichen Rand die Jistebnické vrchoviny bilden. Die Landschaft erhielt im 19. Jahrhundert die Bezeichnung Böhmisches Meran. Es handelt sich dabei um ein touristisch gut erschlossenes, hügeliges, bewaldetes Gebiet. Sedlec liegt am Sedlecký potok, Prčice nordöstlich davon an der Mündung dessen Zuflusses Prčický potok.

## Geschichte
Prčice (deutsch Pertschitz, auch Purschitz) ist die ältere der beiden Siedlungen und bestand schon 1184. Prčice ist die Wiege der Witigonen und derer Familienzweige Krumau, Rosenberg, Neuhaus, und Landstein. Sie gehen auf den gemeinsamen Stammvater Witiko von Prčice zurück.
Sedlec (auch „Sedlec u Sedlčan“ oder „Sedlec u Votic“, deutsch Sedletz) wurde erstmals 1318 erwähnt. Beide Gemeinden litten unter dem Dreißigjährigen Krieg und in der Zeit der Hungersnot Anfang des 18. Jahrhunderts.
Zwischen 1815 und 1822 wurde anstelle der sumpfigen Furt durch den Sedlecký potok zwischen Sedlec und Prčice eine steinerne Brücke errichtet. Initiator des Brückenbaus war der wohlhabende Prager Bürger Karel Burka, der die Besitzerin der Herrschaft Prčice, Johanna verwitwete von Malowetz geheiratet hatte. Burka ließ außerdem das Schloss Prčice umgestalten und mit einem Englischen Landschaftspark umgeben, eine Wasserkunst für die Brunnen auf dem Prčicer Markt anlegen sowie die St.-Laurentius-Kirche prachtvoll ausschmücken. Diese kostspieligen Baumaßnahmen brachten Burka in den Konkurs, er musste 1830 die Herrschaft Prčice verkaufen.
Da Sedlec und Prčice im 19. Jahrhundert nicht an das Schienennetz angeschlossen wurden, siedelte sich auch keine Industrie an.
In Prčice wohnten seit dem 17. Jahrhundert auch Juden, später bildeten sie mit Glaubensgenossen aus umliegenden Dörfern eine Jüdische Gemeinde mit Betraum und Friedhof. 1880 hatte Prčice 31 jüdische Einwohner, 1900 waren es 52.
Bekannt ist der Ort durch die seit 1966 jährlich durchgeführte Wanderung von Prag nach Prčice, an der Tausende von Menschen teilnehmen.
Sedlec wurde im 18. Jahrhundert zur Stadt erhoben und war seit dem 19. Jahrhundert Bezirksstadt mit dem Bezirksgericht. Prčice war Marktgemeinde und beherbergte seit 1834 ein Hospital der Barmherzigen Schwestern. 1957 wurde die Vereinigung von Sedlec und Prčice zu einer Stadt beschlossen. Von 1960 bis 2006 gehörte die Stadt zum Okres Benešov.

## Sehenswürdigkeiten
- Laurentiuskirche in Prčice
- Kirche des hl. Hieronymus in Sedlec
- Kapelle der Jungfrau Maria in Jetřichovice
- Schloss Prčice mit Schlosspark
- Schloss Jetřichovice
- Feste Vrchotice
- Schloss Nové Mitrovice zwischen Přestavlky und Brandíra, es dient heute als Kinderheim
- Jüdischer Friedhof Prčice
- Karel-Burka-Brücke (Most Karla Burky), erbaut 1815–1822 als Straßenbrücke zwischen den Städten Sedlec und Prčice

## Ortsteile
- Bolechovice
- Bolešín
- Božetín
- Divišovice
- Dvorce
- Chotětice
- Jetřichovice
- Kvasejovice
- Kvašťov
- Lidkovice
- Malkovice
- Matějov
- Měšetice
- Monín
- Moninec
- Mrákotice
- Myslkov
- Náhlík
- Nasilov
- Nové Dvory
- Přestavlky
- Rohov
- Staré Mitrovice
- Stuchanov
- Sušetice
- Šánovice
- Uhřice
- Včelákova Lhota
- Veletín
- Víska
- Vozerovice
- Vrchotice
- Záběhlice
- Záhoří a Kozinec

## Söhne und Töchter der Stadt
- Witiko von Prčice und Blankenberg (um 1170–1256), erster Verwalter des Landes Oberösterreich
- Adolf Čech (1841–1903), Kapellmeister
- Joseph Jelínek (1758–1825), Priester, Komponist und Pianist
- Franz de Paula Pistek (1786–1846), geboren in Prčice, Erzbischof von Lemberg, Förderer von Prčice und Gründer des Krankenhauses